# Márcio Fernandes
Márcio Miguel da Costa Fernandes (* 18. Mai 1983 in Portugal) ist ein ehemaliger kap-verdischer Leichtathlet im Behindertensport.

## Persönlicher Hintergrund
Márcio Fernandes selbst wurde in Portugal geboren, seine Eltern stammen jedoch von den Kapverdischen Inseln. Im Alter von zehn Jahren musste ihm nach einem Autounfall der linke Unterschenkel amputiert werden.
Fernandes arbeitet hauptberuflich als Elektriker und hat zwei Kinder.

## Sportliche Karriere
Aufgrund seiner Behinderung tritt Fernandes in den Klassifizierungsgruppen T44 und F44 an.
Bei den Afrikaspielen 2011 in der mosambikanischen Hauptstadt Maputo maß er sich – da bei den angegliederten Para-Leichtathletikwettbewerben seine Disziplinen nicht in seinen Klassifizierungsgruppen angeboten wurden – mit nicht-behinderten Sportlern. Im Speerwurf belegte er mit einer Bestweite von 46,47 Metern den neunten und letzten Platz. Im März 2012 beim renommierten 6th IPC Grand Prix de Tunis sowie bei einem Meeting in Paris im Mai erfüllte er in verschiedenen Disziplinen die Qualifikationsnormen für die im Sommer gleichen Jahres in London ausgetragenen Paralympischen Sommerspiele 2012. Er wurde somit zum ersten kap-verdischen Athleten, der an den Paralympics dank seiner Leistungen und nicht infolge einer Einladung oder Wildcard teilnehmen konnte. In den Sprints sowohl über 100 als auch über 200 Meter schied er jedoch bereits in den Vorläufen aus. 46,04 Meter reichten auch im Speerwurf nur zu einem vorletzten, neunten Platz.
Im folgenden Jahr 2013 erlebte Fernandes eine signifikante Leistungssteigerung. Bei den Weltmeisterschaften der Behinderten im Juli in Lyon kam er über 100 Meter zwar abermals nicht über die Vorläufe (die dort zugleich Halbfinals waren) nicht hinaus; den Speer warf er jedoch auf 53,87 Meter. Damit stellte er einen neuen afrikanischen Rekord auf und sicherte sich die Silbermedaille. Zwischen April 2014 und Februar 2015 trat er für den englischen Verein Bedford & County AC aus Bedford an. Während dieser Zeit konnte er sein Niveau nochmals steigern. Bei den Para-Leichtathletikwettbewerben der Afrikaspiele 2015 in Brazzaville belegte er im September erneut den zweiten Platz – diesmal im Diskuswurf. Zwei Tage später siegte er überlegen im Speerwurf und wurde mit der Goldmedaille geehrt. Wenige Wochen später – im Oktober gleichen Jahres – trat Fernandes bei den Weltmeisterschaften in Doha an, der Hauptstadt Katars. Zunächst musste er weit abgeschlagen einen enttäuschenden zehnten und letzten Platz (bei zwei Athleten ohne gültigen Versuch) im Diskuswurf sowie ein Ausscheiden im Vorlauf über 100 Meter verkraften. Dann jedoch gelang ihm im Speerwurf (F 42, F 43 und F 44 waren zusammengelegt) ein neuer afrikanischer Rekord von 56,24 Metern, der ihm den Weltmeistertitel bescherte.
Es gelang Fernandes nicht, seine guten Leistungen bei den Paralympischen Spielen 2016 im September in Rio de Janeiro zu wiederholen. Mit einer Bestweite von lediglich 51,67 Metern erreichte er nur den neunten Platz. Auch bei den Weltmeisterschaften 2017 in London konnte er sich nicht in Medaillenrängen platzieren und vermochte auf dem vierten Rang nicht, seinen Titel zu verteidigen.
Als sein sportliches Vorbild benennt Fernandes den kanadischen Läufer und Krebs-Aktivisten Terry Fox.